# (14972) Olihainaut
(14972) Olihainaut est un astéroïde de la ceinture principale.

## Description
(14972) Olihainaut est un astéroïde de la ceinture principale. Il fut découvert le 30 août 1997 à Caussols par le projet ODAS. Il présente une orbite caractérisée par un demi-grand axe de 2,45 UA, une excentricité de 0,19 et une inclinaison de 3,5° par rapport à l'écliptique.

## Compléments